# Dictyocaulus
Dictyocaulus is een geslacht van parasitaire rondwormen (Nematoden). Deze rondwormen leven in de luchtpijpvertakkingen van paarden, geiten en andere herkauwers als herten en runderen. Een veel voorkomende soort bij paardachtigen is Dictyocaulus arnfeldii, terwijl herkauwers vaker geplaagd worden door Dictyocaulus viviparus.

## Levenscyclus
De volwassen stadia van D. viviparus houden zich op in de bronchiën van het dier. Ze leggen hun eieren in de luchtwegen; deze eitje worden opgehoest en zo ook weer ingeslikt door het dier zelf en zijn soortgenoten die als gastheer dienen. Als de eieren uitkomen spreekt men van fase I larven die leven in het maag-darmstelsel van de gastheer. De fase I larven verlaten als mest het dier. In deze mest, dus buiten het dier, doorloopt deze larve nog twee stadia. In de mest ontwikkelt zich ook een soort lagere schimmel Pilobolus (Mucorales). De stadium III larfjes van D. viviparus dringen binnen in de vruchtlichamen van deze schimmels en vestigen zich in het sporangium (sporendoosje). Als de schimmel zijn sporen gaat verspreiden, liften de larfjes mee en kunnen op die manier tot drie meter ver in de wei verspreid worden.
Vee dat in de wei graast krijgt deze stadium III larven binnen. Zo komen zij in het spijsverteleningsysteem. Ze dringen vervolgens door de wanden van dit systeem en komen zo in het lymfevatenstelsel en bereiken dan de lymfeklieren. Daar groeien ze verder tot stadium IV. Larven in dit stadium gebruiken het lymfesysteem en de bloedvaten om in de longen te komen. In de longen worden zij geslachtsrijp en daar leggen ze hun eieren en daarmee is de cyclus rond.

## Diagnose en behandeling
1. Het constateren en met de microscoop determineren van de stadium I larven in de mest
2. Miscroscopisch onderzoek aan het slijm en de longvloeistof van besmette dieren op zoek naar eieren en stadium IV larven in de longen.
3. Bloedserumtesten doen in landen waar deze tests verkrijgbaar zijn.

De infectie met Dictyocaulus viviparus kan worden behandeld met ivermectine, albendazol, fenbendazol, febantel en andere anti-wormmiddelen. Ook de manier van beweiden (vaker verweiden) moet aangepast worden.

## Bij paarden
D. arnfieldi lijkt erg op D. viviparus maar infecteert alleen paardachtigen. Ezels vertonen na infectie nauwelijks symptomen en kunnen daardoor ongemerkt de dragers zijn van deze parasiet. Paarden kunnen door ezels worden besmet. Weiland waarin ezels hebben gegraasd, kan zijn besmet met stadium I t/m III larven.

## Soorten
- Dictyocaulus arnfieldi bij paarden
- Dictyocaulus capreolus
- Dictyocaulus cervi
- Dictyocaulus eckerti bij edelherten
- Dictyocaulus filaria bij schapen en geiten
- Dictyocaulus noerneri
- Dictyocaulus viviparus bij runderen